# Нижегородский ипподром
Нижегородский ипподром — один из старейших ипподромов в России, ведёт свою историю с последней четверти XIX века. Переносился несколько раз, в последний раз был перенесен в микрорайон Щербинки. Сейчас имеет 8 тренотделений, 12 наездников основного состава.

## История[2]

### Ипподром близ арзамасского тракта
Первый ипподром в Нижнем Новгороде был построен в 1877 году. Тогда в городе было основано Общество охотников конского бега. Оно арендовало участок земли в нагорной части, близ арзамасского тракта (сейчас недалеко старообрядческая церковь купца Бугрова с кладбищем). Были проложены параллельно две грунтовые дорожки, каждая протяженностью в версту (1067 м). Кроме отдельных лошадей бегали пары в дышле и в русской упряжи. Зимой бега устраивали по льду Оки, против бывшего Ромодановского вокзала.